# Новоиликово (Бакалинский район)
Новоиликово (баш. Яңы Илек) — село в Бакалинском районе Республики Башкортостан Российской Федерации. Входит в состав Килеевского сельсовета.

## География

### Географическое положение
Расстояние до:
- районного центра (Бакалы): 20 км,
- центра сельсовета (Килеево): 9 км,
- ближайшей ж/д станции (Туймазы): 95 км.

## Население
| 2002 | 2009 | 2010 |
| ---- | ---- | ---- |
| 429  | ↘404 | ↘369 |

Согласно переписи 2002 года, преобладающая национальность — кряшены (86 %).

## Известные уроженцы
- Кириллова, Евдокия Федотовна (15 апреля 1927 года — 1 июля 2005 года) — старшая птичница колхоза «Ленинский путь» Бакалинского района БАССР, Герой Социалистического труда. Почетный гражданин Бакалинского района РБ.